# تایگر فلاور
تایگر فلاور (انگلیسی: Tiger Flowers; ۵ اوت ۱۸۹۵ – ۱۶ نوامبر ۱۹۲۷) بوکسور اهل ایالات متحده آمریکا بود.